# Marie Joseph Eugène Bridoux
Pour les articles homonymes, voir Famille Bridoux et Bridoux.
Marie Joseph Eugène Bridoux (Oisemont, 25 février 1856 – Pœuilly, 17 septembre 1914), est un officier général français.
C'est l'un des 42 généraux français morts au combat durant la Première Guerre mondiale et, parmi eux, le premier des généraux de division ayant exercé un grand commandement.

## Biographie
Né le 25 février 1856 à Oisemont dans la Somme, Marie Joseph Eugène Bridoux est fils d'un maréchal des logis du 4e Lanciers, devenu gendarme à cheval dans la gendarmerie impériale : François Louis Joseph Bridoux (1819-1893), issu d'une famille de cultivateurs de Forest-Montiers et époux en 1848 de Séraphine Céline Caron (1823-1888), couturière, elle aussi picarde, originaire de Neuville-les-Loeuilly.
Il intègre l'École spéciale militaire de Saint-Cyr en 1875, à l'âge de 19 ans, et y bénéficie d'une bourse en raison de ses origines modestes (promotion  Dernière de Wagram).
En 1877, il en sort 145e sur 394 élèves et intègre la cavalerie.
Il est sous-lieutenant au 17e régiment de dragons à Carcassonne, puis détaché à l'École d'application de cavalerie de Saumur, et rejoint, en 1878, le 14e régiment de dragons.
Promu lieutenant le 1er mars 1882, il est affecté au 3e régiment de chasseurs d'Afrique à Constantine, avec lequel il participe à trois campagnes, entrecoupées par un nouveau détachement à l'École d'application de cavalerie de Saumur, où il suit les cours de lieutenant d'instruction et obtient la note Très bien. 
Le 3 décembre 1885, il est muté au 1er régiment de cuirassiers.
Il se marie à Trouville-Alliquerville, le 31 janvier 1886, avec Marie Louise Cécile Quesnel (1866-1960).
De cette union naissent :
- un garçon, Maurice Marie Joseph Eugène (1886-1887) ;
- un garçon, Eugène Marie Louis (1888-1955) ;
- une fille, Renée Marie Angèle (1890-1947) ;
- une fille, Magdeleine Marie Henriette Donatienne (1894-1910) ;
- un garçon, Marie Joseph André (1896-1977) ;
- une fille, Germaine Marie Berthe Augustine (1901-1958) ;
- un garçon, Jacques Marie Charles Louis (1908-1971).

Marie Joseph Eugène Bridoux est promu capitaine le 18 janvier 1887, affecté au 3e régiment de dragons à Nantes.
Le 24 septembre 1894, il intègre l'École d'application de cavalerie à Saumur  en qualité de capitaine instructeur. 
Le 2 mars 1898, il retourne au 3e régiment de dragons avec le grade de chef d'escadrons.
De 1900 à 1902, il est affecté à l'École spéciale militaire de Saint-Cyr en qualité de commandant de la section de cavalerie. 
Le 30 décembre 1902, il devient lieutenant-colonel, et est affecté au 27e régiment de dragons à Versailles.
À ce poste , il est promu colonel le 24 juin 1906.
Par décret du 29 mai 1909, il devient directeur de la cavalerie au ministère de la Guerre. 
Promu général de brigade, le 21 décembre 1909, auprès de l'état-major général de l'armée, il est maintenu dans ses fonctions de directeur de la cavalerie.
Chevalier de la Légion d’honneur depuis 1896, il est nommé officier de l’ordre le 29 décembre 1910.
Par décret du 29 avril 1913, il est nommé commandant de la 5e division de cavalerie à Reims.

### Première Guerre mondiale
La 5e division de cavalerie
Le 31 juillet 1914, le général Bridoux est mobilisé à la tête de sa division au sein du corps de cavalerie Sordet, C'est dans ce commandement qu'il participera, pendant les cinq premières semaines du conflit, aux opérations des armées françaises en Belgique, à la retraite sur Paris et aux débuts de la bataille de l'Ourcq.
Le corps de cavalerie, d'abord unité autonome, puis rattaché à la Ve armée du général Lanrezac et enfin rattaché, après la retraite des alliés au mois d'août, à la nouvelle VIe armée confiée au général Maunoury, comportait trois divisions, auxquelles s'est ajoutée, à la fin du mois d'août, une division provisoire prélevée sur celles-ci. Celle que commandait le général Bridoux regroupait trois brigades : la 33e brigade de dragons, commandée par le général de Lallemand du Marais, la 7e brigade de dragons, commandée par le colonel Emé de Marcieu, et la 5e brigade de cavalerie légère, commandée par le général de Cornulier-Lucinière. Elle était la seule à comporter une escadrille d'aviation, l'escadrille BLC 5,.
Après qu'il eut mené en Belgique une mission de couverture de la Ve armée et de liaison avec l'armée belge, le corps de cavalerie se voit confier, le 24 août, la mission de protéger la retraite de l'armée anglaise à partir du repli que celle-ci a déjà opéré vers la place de Maubeuge. Il doit renseigner sur la marche de l'aile droite ennemie et en retarder la progression et il va, à cette fin, livrer, les 26, 27 et 28 août, de durs combats, auxquels le commandement britannique rendra hommage et qui sont marqués par de violentes offensives menées par la 5e division : le 26 août dans la région de Séranvillers, et le 27 août au nord d'Epehy,. 
Le 4 septembre, alors que Paris n'est plus directement menacée, l'aile droite allemande ayant infléchi ses têtes de colonne vers le sud-est, le haut commandement décide de reprendre l'offensive et ordonne à la VIe armée d'attaquer au nord de la Marne. 
Le corps de cavalerie, qui est désormais rattaché à celle-ci, doit former un échelon avancé à sa gauche, à l'est de Nanteuil-le-Haudouin, que rejoignent donc ses trois divisions dans la soirée du 6 septembre, en train pour la 5e division et par la route pour les 1re et 3e divisions.
Ayant précédé ses troupes, le général Bridoux propose une action immédiate des brigades déjà débarquées, mais le général Sordet privilégie une action à partir de la matinée du 7. Cette action se soldera par un repli, l'importance des forces d'artillerie ennemies et le retard d'une division d'infanterie de réserve faisant échec à l'offensive que devait mener le 7e corps d'armée, avec l'appui du corps de cavalerie : la 5e division du général Bridoux y aura cependant pris une part énergique, notamment avec une pointe poussée par la 7e brigade de dragons du colonel Emé de Marcieu et  avec des actions menées par les deux régiments de chasseurs de la brigade de cavalerie légère du général de Cornulier-Lucinière. 
Le général Sordet a décidé de remettre au lendemain la poursuite qu'il a donc seulement "entamée". Mais, dans la nuit du 7 au 8 septembre, un télégramme du général en chef Joffre demande aux Ve et VIe armées de reprendre l'offensive, et précise que le corps de cavalerie doit tenter enfin la manœuvre qui s'impose et que l'on attend vainement de lui depuis deux jours : "prolonger l'action de la VIe armée en recherchant les flancs et les derrières de l'ennemi". Le général Maunoury exige même que la situation soit rétablie au point du jour.
Le général Bridoux est nommé, le 8 septembre 1914 au matin, à la tête du 1er corps de cavalerie, en remplacement du général Sordet, dont le général Maunoury, par ordre d'opérations du même jour, déclare vouloir réparer le mouvement de recul opéré la veille. 
C'est donc désormais le "Corps de cavalerie Bridoux" qui va participer à l'offensive et s'illustrer dans la bataille de l'Ourcq, décisive de la première victoire de la Marne, puisque, selon le général Joffre, dans une lettre adressée le 9 au général Maunoury, les opérations menées par la VIe armée autour de la vallée de l'Ourcq auront eu pour effet de maintenir sur ce front une notable partie de l'armée allemande et d'obtenir un immense avantage ayant permis le développement des opérations des armées alliées.
Le corps de cavalerie
Durant les dix jours où il va exercer son nouveau commandement, le général Bridoux engage le 1er corps de cavalerie dans les derniers combats de la bataille de l’Ourcq, où la VIe armée, renonçant à l’offensive, est désormais chargée de fixer les forces ennemies massées pour protéger la retraite allemande, et de favoriser ainsi le franchissement de la Marne par les troupes alliées. Puis, lorsque le général Maunoury lance ses troupes à la poursuite des allemands en retraite, c’est le corps Bridoux qui va assurer la couverture de la gauche de la VIe armée, dans le mouvement que cette dernière opérera jusqu’à l’Aisne, où l’ennemi va bientôt faire volte-face. Enfin, après avoir franchi l’Oise en vue d’attaques par l’ouest, le corps Bridoux se voit confier une mission plus ambitieuse : mener des « opérations d’envergure » vers le nord, en vue desquelles il va accomplir un long périple solitaire, jusqu’à traverser la Somme et pousser au-delà de Saint-Quentin, où le général Bridoux trouvera la mort le 17 septembre.
La bataille de l’Ourcq Nommé, le 8 septembre au matin, pour reconquérir le terrain perdu, le général Bridoux donne aussitôt l'ordre à ses divisions de franchir l'Ourcq et de canonner tous les éléments possibles de l'armée allemande
Si, ce même jour, les trois divisions du corps Bridoux ne parviennent pas à reprendre tout le terrain perdu, du moins la 5e division, sous le commandement du général de Cornulier-Lucinière et conformément à la "mission hardie" confiée par le général Bridoux,  réalise-t-elle, avec un raid de trois jours mené jusqu'à l'Ourcq entre les lignes allemandes, "un des plus beaux faits d'armes à l'actif de la cavalerie",. De son côté, la 3e division mène une attaque au nord-est de Betz.
Le général Maunoury doit alors se résoudre à adopter une stratégie défensive, dont l’objet sera de retenir les forces allemandes protégeant la retraite et de favoriser l’offensive des forces alliées sur la Marne. Le 9 septembre, alors que la 5e division s'attaque à plusieurs convois et poursuit un nouveau raid sur les arrières ennemis ,, menaçant les lignes de communication allemandes, les 1re et 3e divisions couvrent, sous le commandement du général Bridoux, la gauche de la VIe armée et font face à une attaque menée sur le plateau de Rozières, au cours de laquelle la 1re division et la 13e brigade de dragons de la 3e division sabrent et rejettent plusieurs bataillons. Puis, la 1re division protège le repli provoqué par une diversion allemande vers Nanteuil-le-Hardouin, et mène de violents combats avant de gagner le sud de Senlis, au terme d'une épuisante marche de nuit,. La 3e division, quant à elle, se porte à la gauche du 4e corps du général Boëlle pour en soutenir la 7e division au sud de Nanteuil-le-Hardouin,.
Ainsi, pendant ces journées des 8 et 9 septembre, à l'unisson des exploits de la 5e division, les 1re et 3e divisions, "après avoir arrêté de front des forces cinq ou six fois supérieures appuyées par 200 canons, ont réussi, laissant sur ce front un simple masque, à faire face aux renforts ennemis appelés de l'ouest à la bataille et qui déjà atteignaient sur leurs derrières Nanteuil-le-Haudouin et Rozières, pour les rejeter sur l'Oise",. 
La poursuite de l’armée allemande en retraite. Parallèlement à la diversion qu'elle tentait au nord, l'armée allemande commençait sa retraite par le sud, poussée par le corps expéditionnaire britannique du maréchal French et la Ve armée du général Franchet d'Esperey, qui avaient, l'un et l'autre, franchi la Marne. Le 10 septembre, la VIe armée peut opérer un mouvement offensif général qui lui permet de traverser l'Ourcq et de poursuivre les troupes allemandes. 
Bien que le général Maunoury évoque déjà les « opérations de grande envergure » que le corps Bridoux pourrait mener, avec toute latitude, sur les lignes arrières de l’ennemi, sa mission paraît encore inchangée : agir, par la rive ouest de l’Oise, sur les arrières de l'ennemi en retraite, faire des coups de main sur les convois et opérer des destructions sur les voies ferrées. À cet effet, alors que la 5e division mène un nouveau raid fructueux  vers le nord, puis franchit l'Oise et se porte vers Saint-Just-en-Chaussée, le reste du corps de cavalerie se porte vers Verberie, pour franchir lui aussi l'Oise, dans la composition qui est désormais la sienne. Certes, le général Bridoux est privé du soutien de la 3e division, qui, à la seule exception de la 13e brigade de dragons du général Léorat, est aux ordres directs du général Maunoury. Mais, la 1re division est augmentée, outre la brigade Léorat, d’autres unités : la brigade provisoire de cavalerie légère issue de l’ancienne division provisoire du général de Cornulier-Lucinière et commandée par le colonel Sauvage de Brantès ; le 9e régiment de dragons du colonel Claret, issu de la 5e division et jusque là détaché ; et les éléments épars de cette même 5e division regroupés tout au long de la journée. C’est le 12 septembre que le corps Bridoux, ainsi constitué, passe sur la rive ouest de l’Oise et remonte vers le nord jusqu’au sud de Montdidier, au nord-ouest de Compiègne. Il a la perspective d’être bientôt rejoint par la 5e division, désormais commandée par le général de Lallemand du Marais, et sa mission va alors prendre toute l’ampleur que le général Maunoury lui avait laissé espérer.
La manœuvre d’aile. Il s’agit en effet de contourner l’ennemi qui fait tête sur les plateaux bordant l’Aisne au nord, non pas par un débordement à court rayon, entre l’Aisne et Noyon, comme tentera vainement  de le faire le général Maunoury avec la VIe armée, mais en s’avançant jusqu’à la Somme et en agissant sur Saint-Quentin, selon la stratégie que le général Joffre aurait voulu voir adopter pour l’ensemble de la VIe armée.
Le corps Bridoux parcourt ainsi une soixantaine de kilomètres en deux jours et parvient, le 13 septembre, à une quarantaine de kilomètres de Péronne, vers laquelle le général Bridoux a l'intention de marcher le lendemain.
Le 14 septembre, le corps Bridoux parcourt encore une quinzaine de kilomètres jusqu'à Rosières-en-Santerre et est désormais tout proche de la ligne Amiens – Saint-Quentin, d’où il peut lancer une mission de découverte sur Péronne.
Ce périple lui a permis de ne pas subir la volte-face qu’opère alors l’armée allemande et à laquelle se heurte la VIe armée, qui privilégie toujours une tentative de débordement plus au sud, vers Noyon. Le corps Bridoux va au contraire pouvoir poursuivre son avancée, qui le conduit, le 15 septembre, à franchir la Somme au sud de Péronne, puis à gagner la région de Templeux-la-Fosse, au nord-ouest de Saint-Quentin, avec une incursion sur Roisel.
Au terme de ces marches harassantes, de plus d’une centaine de kilomètres, le corps Bridoux est à même d’attaquer les arrières de l’ennemi :  le 16, il bombarde Saint-Quentin, puis mène une autre incursion sur Bohain-en-Vermandois ; enfin, il prévoit, pour le 17, une attaque en direction de Bussigny et surtout l’attaque de Saint-Quentin, que le général Bridoux décide d’aborder par l’ouest. 
La 5e division marche en tête avec ce dernier, cependant que la 1re division doit rejoindre Pœuilly pour venir en renfort. Venus à sa rencontre à la mi-journée, le général Bridoux et son état-major trouvent ce village encore vide, mais, en le quittant pour aller au-devant de la 1re division ainsi retardée, ils doivent faire face à un poste allemand établi sur une crête, qui ouvre le feu sur les six voitures de la colonne. Le général Bridoux, qui occupe la troisième voiture avec son chef d'état-major, est mortellement blessé, ainsi que plusieurs soldats et deux de ses officiers d'état-major, le commandant Lanquetot et le capitaine de la Bégassière. C'est l'arrivée soudaine de la 1re division qui permet seule de réduire le poste ennemi, de sauver d'autres membres de la colonne et de s'assurer de la personne des blessés et des morts. Le général Bridoux, atteint d'une balle à la colonne vertébrale, est transporté dans une maison de Poeuilly où il décède dans la soirée au terme d'une agonie douloureuse, après avoir rendu hommage aux « cavaliers sans chevaux » qui l'avaient suivi sans faillir en dépit de leurs souffrances, et avoir exprimé sa confiance dans la victoire finale,,,.
Il est cité à l'ordre de l'armée :

« A fait preuve d'une énergie inébranlable dans le commandement du corps de cavalerie. Grièvement blessé au cours d'une reconnaissance. »

Reconnu « mort pour la France », il est inhumé au cimetière du Montparnasse à Paris (22e Division).

## Décorations

### Décorations françaises
- Officier de la Légion d'honneur (décret du 29 décembre 1910)[62]
- Croix de guerre 1914–1918, palme de bronze (une citation à l'ordre de l'armée)
- Officier d'académie.

### Décorations étrangères
- Commandeur de l'ordre de Charles III (Espagne).
- Ordre de Saint-Stanislas (Russie).

## Postérité
Son nom est inscrit au monument des Généraux morts au Champ d'Honneur 1914-1918 de l'église Saint-Louis à l'Hôtel des Invalides de Paris.
La commune de Gruchet-le-Valasse (Seine-Maritime), où le père du général Bridoux, François Louis Joseph Bridoux, après avoir pris sa retraite de la gendarmerie, fut garde particulier du château de Tous Vents, a baptisé l'une de ses rues du nom du général Bridoux (ainsi d'ailleurs qu'un parking), en hommage à celui qui fut élève de son école primaire.
Le général Bridoux a aussi laissé son nom à une cour du fort du Trou-d'Enfer.
L'un des trois campus de l'Université de Lorraine, à Metz, porte également le nom du général Bridoux, ayant conservé l'appellation qui était, depuis 1919, celle de l'ancienne Caserne de cavalerie Bridoux (lors de sa construction, durant l'annexion allemande, dans le quartier de Borny, cette caserne portait le nom de Dragonerkaserne), réhabilitée en 1993 pour l'accueillir. Au sein du campus Bridoux, plusieurs sites perpétuent ainsi le nom du général Bridoux, notamment la Bibliothèque universitaire Bridoux et la Résidence universitaire Bridoux (résidence de logements d'étudiants du CROUS Nancy-Metz, situé 2 rue du Général Delestraint).